# Cristiana Frixione
Maria Cristiana Frixione Mendoza (Managua, 20 febbraio 1984) è una modella nicaraguense, incoronata Miss Nicaragua nel 2006, presso il Rubén Darío National Theater di Managua.
Nel corso dello stesso evento la Frixione ha ricevuto anche i riconoscimenti speciali di Best Hair, Best Face, Best Figure e Best Interview. Cristiana Frixione ha vinto un premio pari a circa 1,800 dollari, insieme ad un'automobile. Grazie alla vittoria del titolo, la Frixione ha avuto l'opportunità di rappresentare il Nicaragua a Miss Universo 2006, dove però non è riuscita a piazzarsi fra le quindici finaliste.
In precedenza la Frixione aveva già vinto la corona di "Reina del Carnaval" nel 2004, in occasione dell'annuale carnevale di Managua "Alegria por la Vida" Carnaval. In seguito a Miss Universo, Cristiana Frixione ha preso parte a Miss Continente Americano 2006, piazzandosi in top 6, a World Miss University 2006, ottenendo la vittoria, ed a Miss Italia nel mondo 2007, dove si è classificata seconda, dietro la svizzera Antonella Carfi.